# オリエンタルデパート
オリエンタルデパート（Oriental Depart）は、北海道釧路市にかつて存在した百貨店。

## 概要

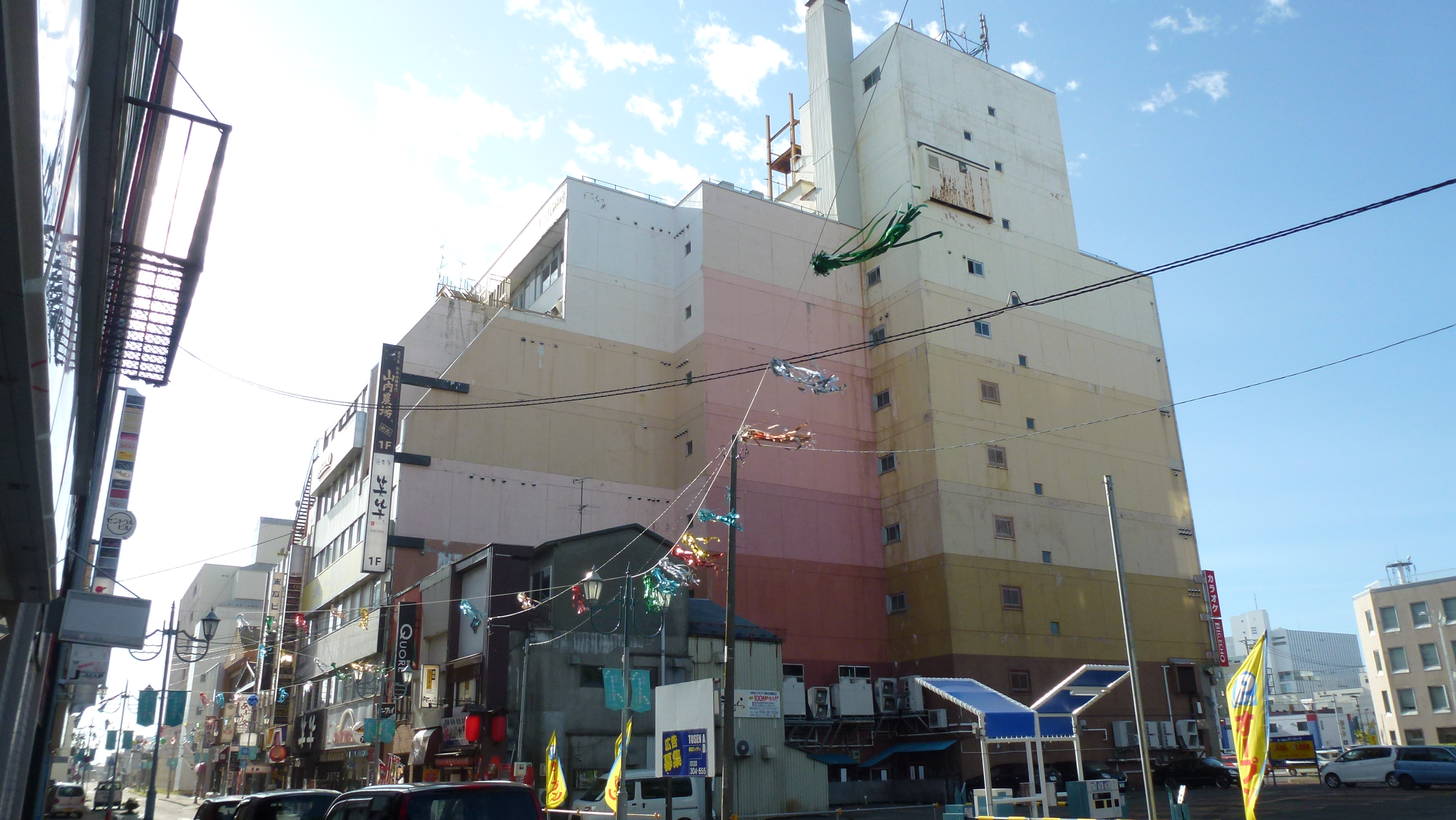
飲食店ビル「オリエンタルプラザ」に業態変更後の旧オリエンタルデパート建物（南東側）

キャッチフレーズは「港が見えるファミリーデパート」・「若く明るく美しく」。閉店時刻は、一般フロアが21:00、食堂街フロアのみ23:00。
初期のトレードマークはダイヤマークと呼ばれる、中央に「ORIENTAL」と表記された二重の正八角形（内外の正八角形の一辺の比率は2:3）。百貨店廃業し飲食店ビル転業の4年前に「オリエンタルプラザ」と商号変更の際、トレードマークも別のデザイン（参考画像）に変更された。
建物が立地した区画は大きな長方形型で、デパート建物が建つ前までは映画館「オペラ座」と市内老舗洋食屋「トキワグリル」（現在のレストラントキワ）初代店舗が建っていた。同区画は長らく中を横断する手段が無かったが、両側の道路に接していて内部の通り抜けも可能な同百貨店が建造される事で問題解消され、多くの市民から歓迎された。
マスコットキャラクターにはディズニーの名作アニメ「バンビ」主人公の小鹿キャラに酷似した右を向いてラッパを吹く子鹿が採り入れられ、食堂の壁にはディズニー風の動物の絵が描かれる、その他、商号名に「オリエンタル」という語句が含んでいたことなどから、オリエンタルランドとの関連があったかのように誤解されるが、共に三井グループ系とはいえ、両企業との間に直接の関係は存在していなかった。
近くに立地していたオリエンタルホテル（現在の釧路プリンスホテル）についても関連会社と勘違いされ易かったが、当該ホテルの親会社はキャバレー・ニュー東宝（のちに倒産） → 釧路貨物自動車 → 同社・コクド開発グループ提携と終始関わりを持たずに推移している。
愛知県でリサイクルショップを運営する会社「オリエンタルデパートメント株式会社」とは異なる。

## 沿革

### 本史
- 1967年（昭和42年）4月 - 開業。同年11月16日 リニューアル工事実施。
  - その後暫く所有権は三井グループが持っていた。
- 1975年（昭和50年） - 地下1階の飲食店経営であった東洋ビル開発（株）へ管理委託され、改装工事を実施。
  - 東洋ビル開発（株）が買収に名乗りを上げる前にはのちに野村克也南海ホークス監督兼任選手（当時）と再婚する事になる野村沙知代が買収・経営する構想もあった。
- 1976年（昭和51年）11月 - 9周年を機に、商号を「オリエンタルプラザ」に変更。
- 1980年（昭和55年） - 百貨店業廃業。現在は飲食店ビルとして営業している。
- 1986年（昭和61年）6月2日 - 東洋ビル開発 負債総額11億円で和議を申請し事実上倒産。前年に「レインボータウン」へ名称変更されていた。

### 後史
- 2005年（平成17年）
  - 5月 - 歓楽街活性化キャンペーンとしてオリエンタルプラザのビル全体を会場としたイベントを開催。全国的にも類のない試みであり市民の話題になっていると地元紙によって紹介された[1][2]。
  - 10月 - 歓楽街から不当な暴力行為を追放する目的で、釧路署管内で初めて「暴力排除ビル」を宣言[3][4]。
- 2017年（平成29年）10月24日 - 公表された釧路市内の建築物耐震診断において、震度6強から7程度で倒壊・崩壊の「危険性がある」と診断される。
- 2019年（令和元年）度中 - 改修を行う予定であることが北海道建設新聞の記事で報じられている。

## フロア構成
地上8階地下1階、フロア総面積は9,485m2。建造費は、当時の価格で約10億円。屋上に塔屋が3階分あり、屋上も含めて「塔屋3階」と名付けられていた。開業当時、屋上は遊園地であった。
| 階           | フロア概要                                                 |
| ------------ | ---------------------------------------------------------- |
| 塔屋3F       |                                                            |
| 塔屋2F       |                                                            |
| 屋上、塔屋1F | 屋上展望台、屋上遊園地                                     |
| 8F           | 屋内展望台兼イベント・ホール「スカイラウンジ」（北側方向） |
| 7F           | 射的場（エアライフル）                                     |
| 6F           | 食堂街                                                     |
| 5F           | 催し物会場                                                 |
| 4F           | 趣味（切手、コイン、民芸品）、玩具、文具、ギフト           |
| 3F           | 手芸、ボタン                                               |
| 2F           | 時計、眼鏡、レコード、紳士服                               |
| 1F           | カメラ、化粧品（資生堂・カネボウ）、洋菓子、珍味店         |
| 地下1F       | 食料品売り場                                               |

## 主な入居テナント
- 旧サカエヤ（市内老舗の洋菓子店）
  - 後継者難により、惜しまれながらも廃業。
- ヤマハ音楽教室
- 紳士服ナカムラ
- カスタム・オーダー モイズミ
- ミサキレコード
- 私の部屋（現在の「私の部屋リビング」）
  - 国内大手洋風雑貨チェーン。釧路管内より撤退。
- 珍味のおが和
  - 近隣に立地する釧路フィッシャーマンズワーフMOOへ移転。

## その他
8階の屋内展望台 兼 イベント・ホール「スカイラウンジ」では週1回、音楽イベント「スカイラウンジ・ミュージック・フォー・ユー」が開催された。
階段踊り場には当時の流行だった噴水式ジュース自販機（機種：オアシス 参考画像（ホシザキ電機））が設置されていた。
現在も稼働中のエレベーターは日本オーチス・エレベータ製。飲食店ビル化後、2000年代中期頃に撤去されたエスカレーターは東芝エレベータ製。日本オーチス・エレベータの前身である「東洋オーチス・エレベータ」と、東芝エレベータ両社共に創業当初のオリエンタルデパートと同じく三井グループ傘下企業である。

## 周辺
- 栄町平和公園
  - 「旧くしろ氷まつり（現在の「くしろ冬まつり」）」開催期間中はメイン会場に利用[5]。
- アクアベール（旧栄町会館）
  - ジャズ喫茶ジスイズ、旧どりこの書店（南大通地区で「どりこの饅頭」を営んでいた和菓子店主の子息が起業。閉店。） → 豊文堂古書店旧2号店 → 旧ドリコの古書店（豊文堂古書店より独立。どりこの書店経営者との関係は不明。） → 同店名のまま、複数の常連客有志による運営に移行 → 閉店
- 旧釧路東映劇場（二代目）[6]
- 旧釧路東映劇場（三代目）
  - 釧路東映劇場（二代目）近隣地に建設・移転、旧帝国劇場[7]
- 国道38号
  - 通称「釧路国道」。かつて国道化される前は「釧路厳島神社例大祭」「くしろ港まつり」「くしろ氷まつり」等の祭事にて多くの縁日屋台が並んだ。
- 旧釧路市立旭小学校
  - 現在のヤマダ電機テックランドNEW釧路店、ビッグハウス旭町店
- 旧丸三鶴屋本館
  - のちの丸井今井旧釧路店大通館
- サミットビル
- いなり小路
- 末広飲食店街
- パステルタウン
- 笛園ビル
- トキワグリル旧二代目店舗
- 銀水（釧路ラーメン系）本店
- レストラン泉屋本店
- 旧セントラル劇場
- 旧銀映座・旧名画座
  - 共に閉館後、更地化され、跡地に旧丸三鶴屋新館（のちの丸井今井旧釧路店本館）建設。
- 旧「国際シネマ」
  - 閉館後、更地化され、跡地に旧丸三鶴屋事務館（のちの丸井今井旧釧路店事務館）建設。
- 焼き鳥店 鳥松（とりまつ）
  - ザンギ発祥店のひとつとされている飲食店。
- OKUNO旧釧路店（開店時の店名は「おしゃれのデパート そうご釧路店」）
  - 本店所在地は北海道旭川市。主に女性向けの洋服を扱っていた。釧路店閉店・撤退後、長い間、空きビル状態が続き、2000年代にはスポーツ用品チェーン「オバラスポーツ」（後に閉店）や居酒屋チェーン「笑笑」（後に近接地に移転）のテナント入居を経て、現在は釧路市が運営する市民向け無料サロン施設兼コンベンション施設「幣舞ふれあいホール」となっている。
- 旧くしろデパート
- 足立ビル
- 旧山下書店
- 旧石黒金物店
  - 日本のホームセンター、ホーマック前身企業のひとつ「石黒ホーマ」創業者の実父が経営し、石黒ホーマ創業以降も終始、傘下に入らず独自経営されていた。
- 旧釧路千秋庵本店
  - 後に札幌千秋庵釧路店。現在は釧路スガイビルと共に解体済み。1971年（昭和46年）3月、同じ立地で現店舗建物に立替される迄は、大きな牧場サイロ風屋根が外見的特徴だった。
- 旧釧路スガイビル
  - シネマアポロン
  - テアトルスガイ
  - テアトロポニー
- 旧アミューズメントパーク釧路スガイ
- 高橋肉店
- 旧中田スポーツ初代本店[8]
- レコードショップ国原
  - 現在のミュージックショップ国原旧北大通店
- 旧ささき画廊店
  - 美術品の他、ドイツ製金属製人形「ハッピーメタル（独：HINZ&KUNST、英：HAPPY METAL）」（「ボルトマン」「ボルタ」発案のヒントとなった輸入雑貨）なども販売されていた（ハッピーメタル公式HP）。創業者逝去後、北大通り本店は閉店（店舗建物は市内在住の歯科医院経営者が購入し、現在は美術ギャラリーとなっている）。取り扱い品目を額縁および文房具のみに業務縮小した店舗「がくぶち工房ささき」が市内鶴が台地区に立地している。公式HP
- 旧日進堂書店（初代店舗）
- モスバーガー旧釧路店
- センチュリー21旧釧路支店
- 北海道道24号釧路停車場線
  - 通称「北大通」。釧路市中心街のメーンストリート。
- 十字街 (釧路市)
  - 北大通の更に中心。
- 北洋銀行釧路中央支店
- 旧ショッピングヤスモト
- 旧丸ト北村
- 松並家具センター（現：M's Matsunami ）旧初代本店
  - 釧路町に移転し、跡地は更地化。
- パステルパーク
- 旧釧路劇場
  - 前身は旧丸三鶴屋釧路本店本館に入居していた「ツルヤシネマ」、及び旧ミラノ座（開館時の名称は「オデオン座」。建物は釧路劇場と同じ）跡地、およびケンタッキーフライドチキン旧末広店初代店舗跡地に建設。